# Kōichirō Hirayama
Koichiro Hirayama (né le 9 septembre 1946) est un lutteur japonais ayant participé aux Jeux olympiques d'été de 1972 et aux Jeux olympiques d'été de 1976. Il remporte lors de ces deux compétitions la médaille d'argent en 1972 et la médaille de bronze en 1976.

## Palmarès

### Jeux olympiques
- Jeux olympiques de 1972 à Munich,  Allemagne
  -  Médaille d'argent.

- Jeux olympiques de 1976 à Montréal,  Canada
  -  Médaille de bronze.